# Trichoblatta oniscina
Trichoblatta oniscina är en kackerlacksart som först beskrevs av Gerstaecker 1883.  Trichoblatta oniscina ingår i släktet Trichoblatta och familjen jättekackerlackor. Inga underarter finns listade i Catalogue of Life.